# Нарышкин, Дмитрий Васильевич
Дмитрий Васильевич Нарышкин (сентябрь 1792 — 20 декабря 1831) — военный и чиновник из рода Нарышкиных, действительный статский советник, гражданский губернатор Таврической губернии.

## Биография
Младший сын генерал-майора Василия Сергеевича Нарышкина (1740—1800) от его брака с Анной Ивановной Воронцовой (1750—1807), старшей дочерью графа И. И. Воронцова, внучкой кабинет-министра Волынского. Родился в Москве и получил домашнее воспитание.
С 1810 года служил подпрапорщиком в лейб-гвардии Семеновском полку. С 1812 года состоял адъютантом при генерал-лейтенанте Н. Н. Раевском. Участвовал в Отечественной войне 1812 года, включая Бородинский бой. За отличия в сражениях награждён орденами св. Анны 3-й степени и св. Владимира 4-й степени с бантом. В 1813 году произведен в подпоручики, с 1814 года поручик, с 1815 года штабс-капитан. В последующем служил в Новоингерманландском полку.

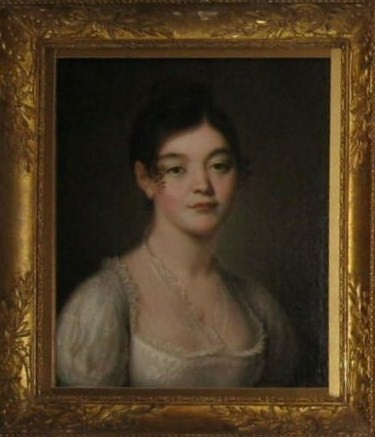
Наталья Фёдоровна

В 1823 году по состоянию здоровья уволен от военной службы в чине полковника. Нарышкин страдал от последствий многочисленных ранений и нуждался в мягком климате. Его троюродный брат генерал-губернатор Новороссии граф М. С. Воронцов, при котором Нарышкин состоял адъютантом, выхлопотал ему место губернатора Таврии.
Занимал эту должность с 16 октября 1823 года по 17 апреля 1829 года. Впав в помешательство, Нарышкин был заменен А. И. Казначеевым. По словам Ф. Вигеля, он был «чрезвычайно добрый малый, добродушен, прост в обращении, и имел в себе более военного, чем дворцового».
Владел имениями в Крыму, во Владимирской, Тверской, Ярославской и Тамбовской губерниях. Скончался 20 декабря 1831 года в Симферополе от эпилепсии, похоронен там же на Старом кладбище.

## Семья
Жена (с июля 1819 года) — Наталья Фёдоровна Ростопчина (1797—1866), старшая дочь генерала от инфантерии графа Ф. В. Ростопчина. Их венчание было в Париже одновременно с венчанием её сестры Софьи с графом де Сегюром. После замужества Наталья Фёдоровна жила в основном в Крыму, в Симеизе. Позже для образования детей переехала в Петербург. По отзывам современников, была умной, любезной и просвещенной женщиной; углубленной в изучение языков и литературы Франции и Англии, внешне была миловидная, хотя и не настолько, чтобы можно было бы назвать её красавицей. Благодаря её покровительству художник Айвазовский был зачислен в Академию художеств. Оставила записки о пребывании семьи Ростопчиных в 1812 году в Ярославле, которые были изданы её внучкой в 1912 году. Похоронена рядом с отцом на Пятницком кладбище в Москве. В браке имела сыновей:
- Фёдор Дмитриевич (21.04.1820[6]—1870), был женат (с 3 сентября 1848 года)[7] на фрейлине княжне Татьяне Николаевне Долгоруковой (1824—1893), дочери обер-гофмаршала Н. В. Долгорукова. Она болела нервным расстройством и находилась на излечении у доктора Роллера в Илленау близ Бадена. Их единственная дочь, Наталия (1852—1923) была замужем за Ф. К. Опочининым. Скончался от инфаркта в Дрездене.
- Анатолий Дмитриевич (1829—1883), камергер, женат на княжне Елизавете Алексеевне Куракиной (1838—1928), статс-даме и обер-гофмейстерине императрицы Александры Фёдоровны, кавалерственной даме; у них сын Кирилл.
- Михаил Дмитриевич, умер в возрасте 18 месяцев, похоронен на Пятницком кладбище в Москве.

## Награды
- Орден Святой Анны 3-й степени (знак на шпагу; после реформы ордена в 1815 году соответствует 4-й степени)[8]
- Орден Святого Владимира 4-й степени с бантом[9]
- Орден Святой Анны 2-й степени с алмазами
- Орден Святой Анны 1-й степени (3 мая 1826)[10]
- серебряная медаль «В память Отечественной войны 1812 года»
- Орден Святого Людовика кавалерский крест (Королевство Франция)
- Орден «Pour le Mérite» (13-18 октября 1814)[11] (Королевство Пруссия)
- Орден Меча рыцарский крест (RSO) (после реформы ордена в 1889 году соответствует рыцарскому кресту 1-го класса (RSO1kl)) (Королевство Швеция)